# 15 september
15 september is de 258ste dag van het jaar (259ste dag in een schrikkeljaar) in de gregoriaanse kalender. Hierna volgen nog 107 dagen tot het einde van het jaar.

## Gebeurtenissen
- Algemeen
  - 1903 - Drie schepen uit Arnemuiden vergaan tijdens stormweer, 10 vissers verdrinken.
  - 1908 - Explosie in stoomketel van kolenmijn Laura te Eygelshoven, 7 doden.
  - 2021 - Aankondiging van het militair pact AUKUS waarmee het VK en de VS Australië gaan helpen bij het ontwikkelen van kernonderzeeërs.[1]
- Economie
  - 2013 - Duizenden Roemenen protesteren in Boekarest tegen plannen van een Canadees bedrijf om in Roemenië de grootste goudmijn van Europa te openen.
- Infrastructuur
  - 2022 - President-directeur Dick Benschop stapt op bij Schiphol. Hij kreeg te maken met de coranacrisis en dat leidde tot fors minder vliegverkeer. In het voorjaar van 2022 kreeg hij kritiek vanwege stagnerende dienstverlening door personeelstekorten, wat onder meer voor extreem lange wachtrijen van passagiers voor de beveiligingscontrole zorgde en ook veel vluchten uitvielen.
- Kunst en cultuur
  - 1990 - De Gouden Leeuw van het Filmfestival van Venetië gaat naar Rosencrantz & Guildenstern Are Dead van Tom Stoppard.
  - 2019 - Hannah Hoekstra ontvangt de Theo d'Or voor haar rol in People, Places & Things, van Toneelgroep Oostpool en Ramsey Nasr krijgt de Louis d'Or voor zijn rol in de voorstelling Een klein leven van Internationaal Theater Amsterdam. Deze twee prijzen worden gezien als de belangrijkste in de Nederlandse toneelwereld.[2]
  - 2021 - Het eerste deel in de Zeven Zussen reeks van de Ierse schrijfster Lucinda Riley is bekroond met een Diamanten Boek onderscheiding omdat er meer dan 500.000 exemplaren van verkocht zijn in Nederland.[3]
- Media
  - 1887 - De Texelse Courant wordt opgericht.
  - 1964 - In Amerika begint de soap-televisieserie Peyton Place.
  - 1997 - De zoekmachine-website Google wordt gelanceerd.
  - 2008 - Eerste uitzending van het Spaanse satirische tv-programma Crackòvia.
- Muziek
  - 1975 - De rockband Pink Floyd brengt een van zijn succesvolste albums uit: Wish You Were Here.[4]
- Oorlog
  - 1916 - Voor het eerst worden tanks ingezet op een slagveld. Tijdens de Slag aan de Somme zetten de Britten 49 Mark I-tanks in.
  - 1922 - Start van de Straw Hat Riot in New York. Rellen die ontstonden nadat mannen hoeden van stro bleven dragen na de sociaal geaccepteerde datum van 15 september.
  - 1940 - De Duitse Luftwaffe lanceert een grootscheepse aanval op Londen: 60 vliegtuigen gaan verloren. Feitelijke einde van de Slag om Engeland.
  - 1988 - De Angolese verzetsorganisatie UNITA moet na hevige gevechten met regeringtroepen een aantal strategische posities aan de Benguela-spoorweg in Midden-Angola prijsgeven.
  - 1991 - De Angolese rebellenleider Jonas Savimbi belooft de Amerikaanse vicepresident Dan Quayle dat zijn UNITA-beweging de vredesonderhandelingen met de linkse regering in Angola zal hervatten.
  - 1993 - De Veiligheidsraad van de Verenigde Naties treft de Angolese guerrillabeweging UNITA met sancties, maar op verzoek van secretaris-generaal Boutros Boutros-Ghali treden ze nog niet meteen in werking.
- Politiek
  - 1935 - In Duitsland worden de Neurenberger wetten ingevoerd door de nazi's.
  - 1973 - Karel XVI Gustaaf volgt zijn overleden grootvader Gustaaf VI Adolf op als koning van Zweden.
  - 1983 - In Sri Lanka wordt de op 25 juli ingestelde avondklok weer opgeheven.
  - 2011 - Een halfbroer van president Faure Eyadéma van Togo wordt veroordeeld tot twintig jaar cel, omdat hij in 2009 een staatsgreep zou hebben beraamd in het West-Afrikaanse land. Een tweede halfbroer van het staatshoofd kreeg twee jaar cel.
- Recreatie
  - 1996 - In Epcot wordt de attractie Ellen's Energy Adventure geopend.
  - 1973 - In het Magic Kingdom wordt de attractie Pirates of the Caribbean geopend.
  - 2003 - In de Efteling vindt een ongeval plaats met de attractie Piraña. Een van de boten kantelt.
- Religie
  - 1590 - Kardinaal Giambattista Castagna wordt gekozen tot Paus Urbanus VII.
  - 1644 - Kardinaal Giambattista Pamphili wordt gekozen tot Paus Innocentius X.
  - 1951 - Encycliek Ingruentium Malorum van Paus Pius XII over het bidden van de rozenkrans.
  - 2018 - De Sint-Urbanuskerk in Amstelveen wordt door een felle uitslaande brand grotendeels verwoest.
- Sport
  - 1879 - In Haarlem wordt de eerste voetbalclub van Nederland opgericht, door de 14-jarige Pim Mulier. Hij noemt de club HFC, de Haarlemsche Football Club.
  - 1934 - De Nederlandse wielrenners Sam Hoevens, Klaas van Nek jr. en Flip Reijnders komen bij Schoorldam om het leven nadat hun auto in botsing komt met een stoomtram.
  - 2003 - Hestrie Cloete (Zuid-Afrika) en Hicham El Guerrouj (Marokko) worden in Monaco door de IAAF uitgeroepen tot de beste atleten van 2003.
  - 2012 - Voetballer Alexander Büttner luistert zijn debuut bij Manchester United op met een assist en een doelpunt tegen Wigan Athletic (4-0).
- Wetenschap en technologie
  - 1784 - Vincenzo Lunardi laat de eerste waterstofballon op.
  - 1910 - Theodor Wulf publiceert in Physikalische Zeitschrift over de door hem ontdekte kosmische straling.
  - 1966 - Landing van Gemini-11 met de astronauten Pete Conrad en Richard Gordon in de Atlantische Oceaan, waarmee een einde komt aan een missie van bijna 3 dagen.[5]
  - 2017 - Einde van de Cassini-Huygens-ruimtevaartmissie.
  - 2022 - Lancering van de The Owl Spreads Its Wings missie met een Electronraket van Rocket Lab vanaf LC-1B op het Māhia schiereiland in Nieuw-Zeeland. De raket vervoert een StriX-1 satelliet van Synspective Inc., een synthetic aperture radar (SAR) observatiesatelliet die deel gaat uitmaken van een grotere constellatie.[6][7]
  - 2023 - Lancering van een Alpha raket van Firefly Aerospace vanaf Vandenberg Space Force Base SLC-4E voor de VICTUS NOX, ook wel TacRS-3, missie met een satelliet van US Space Force. Het is een missie in het kader van het bewust zijn van de situatie in het ruimtedomein. Het doel van de missie is het aantonen van het vermogen van de Verenigde Staten om snel een satelliet in een baan om de aarde te brengen als dat nodig is.[8] Voor de lancering was slechts 27 uur voorbereidingstijd nodig en dit is tot nu toe een record.[9]
  - 2023 - Lancering van een Sojoez 2.1a raket van Roskosmos vanaf Bajkonoer Kosmodroom platform 31/6 met het Sojoez MS-24 ruimtevaartuig dat de kosmonauten Oleg Kononenko en Nikolaj Tsjoeb van Roskosmos en astronaut Loral O'Hara van NASA naar het ISS zal brengen.[10] Ruim 3 uur later meert de Sojoez aan bij het ISS.[11]

## Geboren

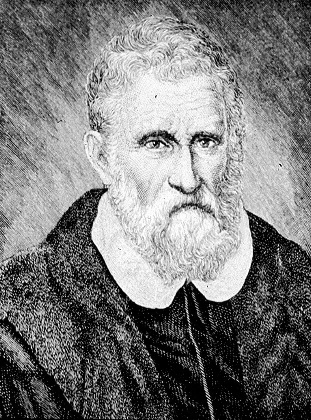
Marco Polo
geboren in 1254

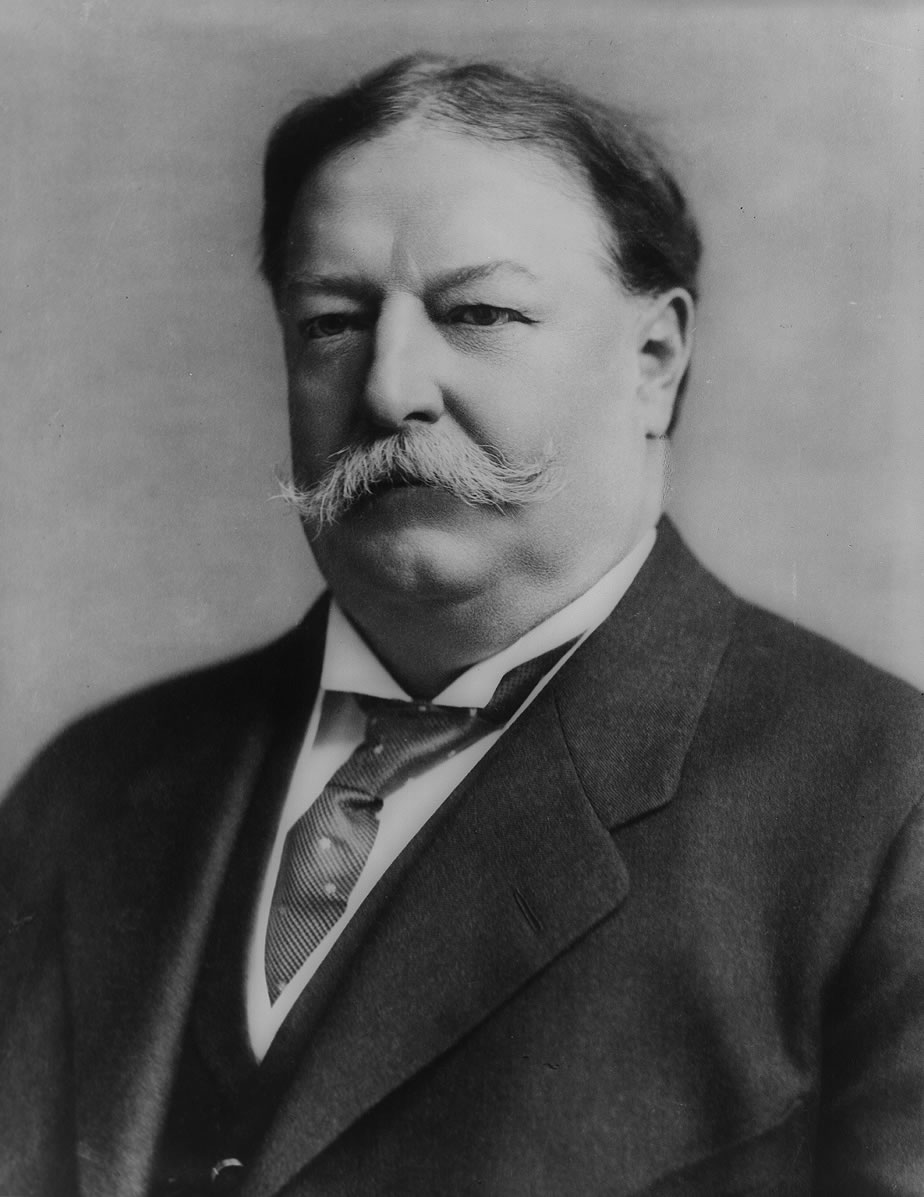
William Howard Taft
geboren in 1857

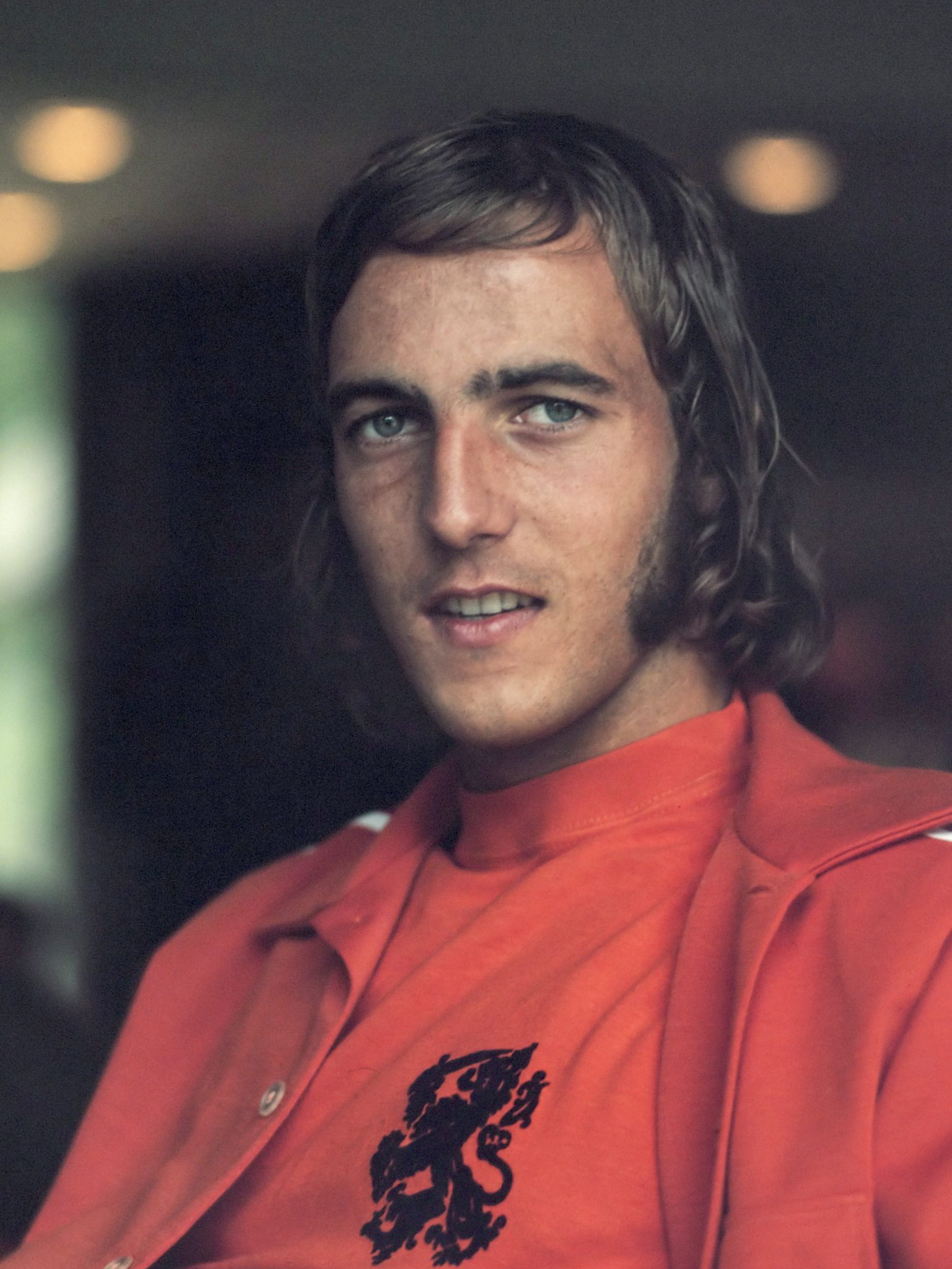
Johan Neeskens
geboren in 1951

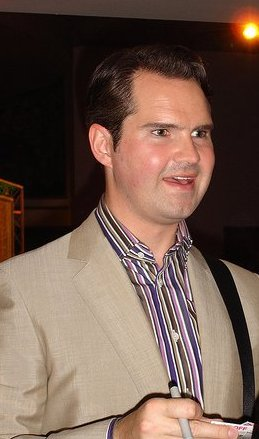
Jimmy Carr
geboren in 1972

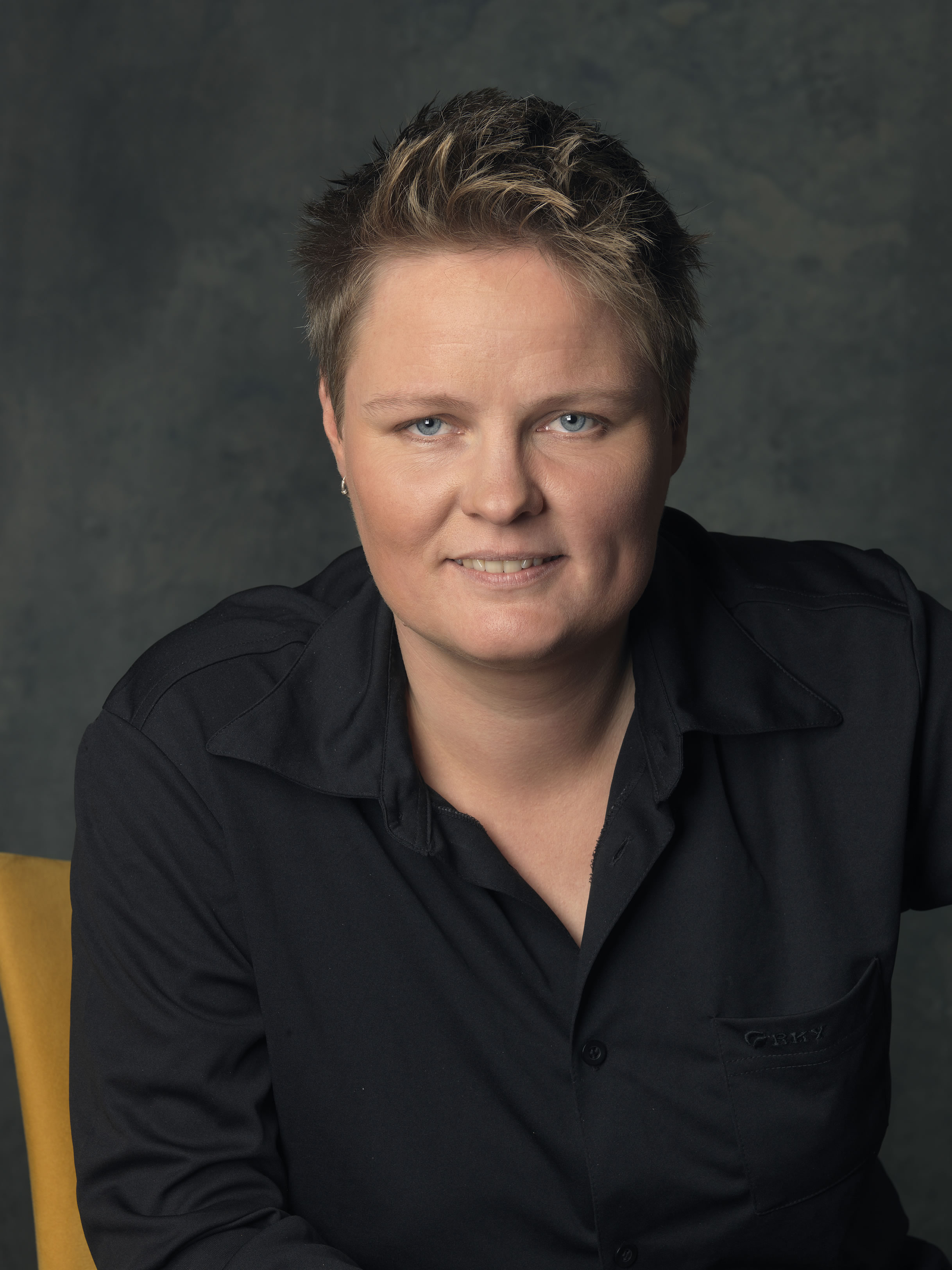
Krista van Velzen
geboren in 1974

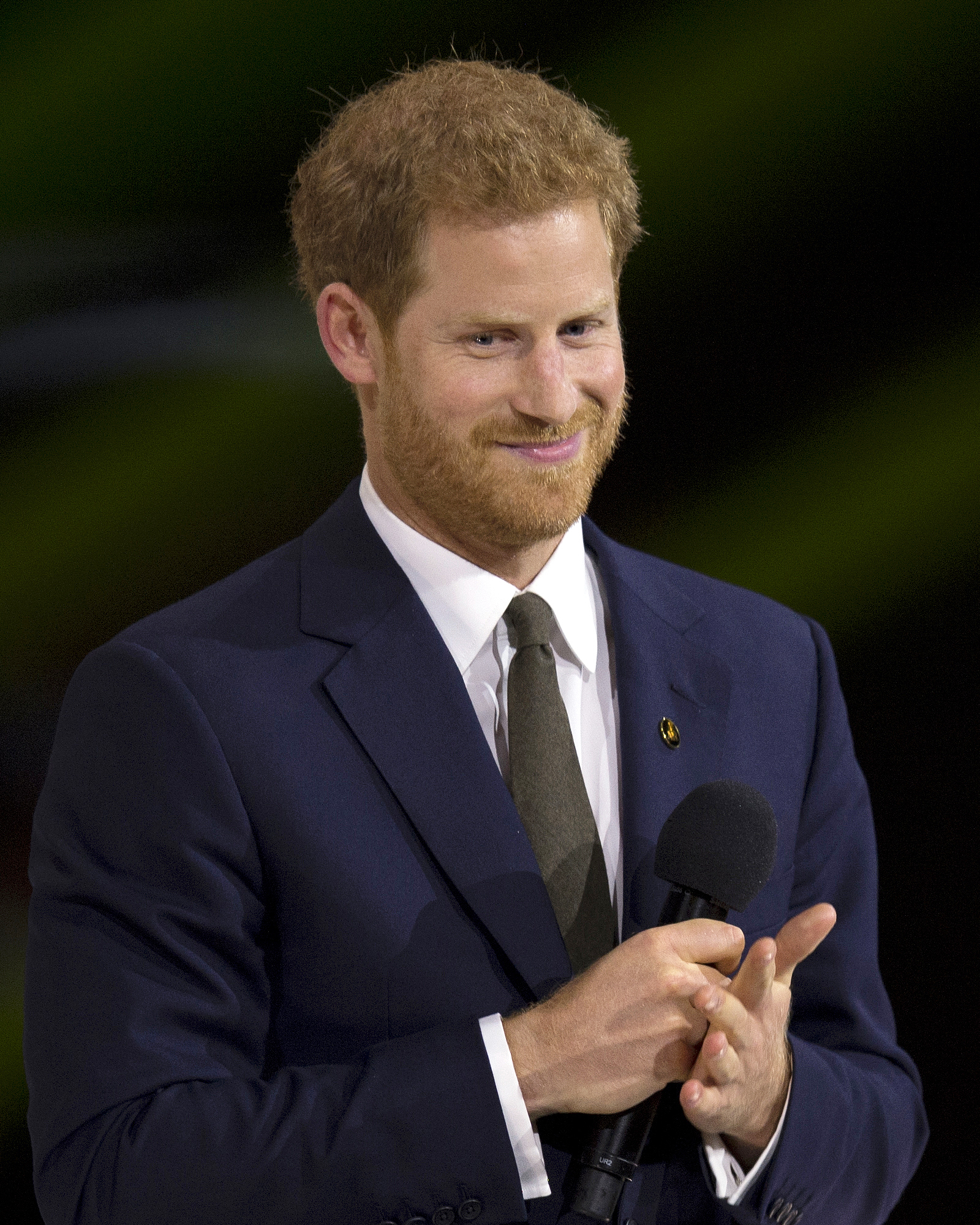
Harry van Sussex
geboren in 1984

- 767 - Saichō, Japanse boeddhistische monnik (overleden 822)
- 973 - Al-Biruni, Perzisch geneeskundige, astronoom en wiskundige (overleden 1048)
- 1254 - Marco Polo, Italiaans handelaar en ontdekkingsreiziger (overleden 1324)
- 1533 - Catharina van Oostenrijk, koningin van Polen en Litouwen (overleden 1572)
- 1613 - François de La Rochefoucauld, Frans schrijver, adellijk militair en hoveling (overleden 1680)
- 1737 - Jakob Philipp Hackert, Duits kunstschilder (overleden 1807)
- 1787 - Guillaume Henri Dufour, Zwitsers generaal en topograaf (overleden 1875)
- 1811 - Willem Josephus van Zeggelen, Nederlands dichter (overleden 1879)
- 1814 - Pedro Payo, Spaans aartsbisschop van Manilla (overleden 1889)
- 1830 - Porfirio Díaz, Mexicaans generaal en dictator (overleden 1915)
- 1843 - Maurits der Nederlanden, tweede zoon van koning Willem III (overleden 1850)
- 1852 - Jan Ernst Matzeliger, Surinaams uitvinder (overleden 1889)
- 1857 - William Howard Taft, Amerikaans president (overleden 1930)
- 1858 - Charles de Foucauld, Frans zalige, priester en kluizenaar in Algerije (overleden 1916)
- 1866 - Henry de Groux, Belgisch kunstschilder (overleden 1930)
- 1872 - Max Factor, Pools-Amerikaans zakenman, oprichter van het gelijknamig cosmeticaconcern (overleden 1938)
- 1881 - Ettore Bugatti, Italiaans autoconstructeur (overleden 1947)
- 1889 - Gustaaf Magnel, Belgisch ingenieur (overleden 1955)
- 1890 - Agatha Christie, Engels detectiveschrijfster (overleden 1976)
- 1894 - Artur Dubravčić, Kroatisch voetballer (overleden 1969)
- 1894 - Jean Renoir, Frans-Amerikaans filmregisseur (overleden 1979)
- 1895 - Hildebrand Gurlitt, Duitse kunsthandelaar en -verzamelaar (overleden 1956)
- 1898 - J. Slauerhoff, Nederlands schrijver (overleden 1936)
- 1899 - Jan Buiskool, Nederlands jurist en politicus (overleden 1960)
- 1904 - Umberto II, koning van Italië (overleden 1983)
- 1905 - Pat O'Callaghan, Iers atleet (overleden 1991)
- 1906 - Irving Jaffee, Amerikaans schaatser (overleden 1981)
- 1907 - Fay Wray, Amerikaans actrice (overleden 2004)
- 1908 - Dolf Benz, Nederlands atleet (overleden 1988)
- 1911 - Franz Weissmann, Braziliaans beeldhouwer (overleden 2005)
- 1913 - Henry Brant, Amerikaans componist (overleden 2008)
- 1913 - Hans Filbinger, Duits jurist en politicus (overleden 2007)
- 1914 - Jens Otto Krag, Deens politicus (overleden 2009)
- 1915 - Meindert Boekel, Nederlands componist, organist en dirigent (overleden 1989)
- 1915 - Helmut Schön, Duits voetballer en voetbaltrainer (overleden 1996)
- 1916 - Antonio Branca, Italiaans autocoureur (overleden 1985)
- 1916 - Margaret Lockwood, Engels actrice (overleden 1990)
- 1916 - Madelon Verstijnen, Nederlandse vrouw die aan het einde van de Tweede Wereldoorlog tijdens een dodenmars ontsnapte (overleden 2017)
- 1918 - Alfred Chandler, Amerikaans historicus en bedrijfskundige (overleden in 2007)
- 1919 - Kees Bitter, Nederlands verzetsstrijder en verrader (overleden 1945)
- 1919 - Fausto Coppi, Italiaans wielrenner (overleden 1960)
- 1921 - William Yates, Brits politicus (overleden 2010)
- 1924 - Lucebert, Nederlands schilder, dichter, tekenaar en lithograaf (overleden 1994)
- 1925 - Kirill Lavrov, Russisch theater-, film- en televisieacteur (overleden 2007)
- 1925 - Dicky Rogmans, Nederlands kunstschilderes (overleden 1992)
- 1925 - Helle Virkner, Deens filmactrice (overleden 2009)
- 1926 - Shohei Imamura, Japans filmregisseur (overleden 2006)
- 1926 - Jean-Pierre Serre, Frans wiskundige
- 1926 - Jenny Tanghe, Belgisch actrice (overleden 2009)
- 1927 - Erika Köth, Duits operazangeres (overleden 1989)
- 1928 - Cannonball Adderley, Amerikaans multi-instrumentalist (overleden 1975)
- 1929 - David Clarke, Brits autocoureur (overleden 2002)
- 1929 - Murray Gell-Mann, Amerikaans natuurkundige en Nobelprijswinnaar (overleden 2019)
- 1929 - Dick Latessa, Amerikaans acteur (overleden 2016)
- 1929 - John Julius Norwich, Brits historicus en politicus (overleden 2018)
- 1931 - Jac Holzman, oprichter van Elektra Records
- 1931 - Walter Marciano, Braziliaans voetballer (overleden 1961)
- 1933 - Henry Darrow, Amerikaans acteur (overleden 2021)
- 1933 - Paulo de Almeida (Paulinho), Braziliaans voetballer (overleden 2013)
- 1933 - Waldir Cardoso Lebrêgo (Quarentinha), Braziliaans voetballer (overleden 1996)
- 1937 - Jacques d'Ancona, Nederlands journalist (overleden 2024)
- 1937 - Robert Lucas jr., Amerikaans econoom en Nobelprijswinnaar (overleden 2023)
- 1940 - Tineke Lodders, Nederlands politica
- 1941 - Flórián Albert, Hongaars voetballer (overleden 2011)
- 1941 - Miroslaw Hermaszewski, Pools astronaut (overleden 2022)
- 1941 - Emanuel Tov, Nederlands bijbelleraar
- 1942 - Lee Dorman, Amerikaans basgitarist (overleden 2012)
- 1943 - Cees Waal, Nederlands burgemeester, jurist en politicus (overleden 2011)
- 1944 - Hans Ree, Nederlands schaker
- 1944 - Graham Taylor, Engels voetballer en voetbalcoach (overleden 2017)
- 1945 - Carmen Maura, Spaans actrice
- 1945 - Jessye Norman, Amerikaans operazangeres (overleden 2019)
- 1946 - Ola Brunkert, Zweeds drummer (ABBA) (overleden 2008)
- 1946 - Tommy Lee Jones, Amerikaans acteur
- 1946 - Oliver Stone, Amerikaans filmregisseur
- 1946 - Howard Waldrop, Amerikaans schrijver (overleden 2024)
- 1947 - Viggo Jensen, Deens voetballer en voetbalcoach
- 1947 - Charles 'Bobo' Shaw, Amerikaans drummer (overleden 2017)
- 1949 - Daan Hugaert, Belgisch acteur
- 1951 - Johan Neeskens, Nederlands voetballer en voetbaltrainer (overleden 2024)
- 1951 - Dadi Pudumjee, Indiaas poppenspeler
- 1951 - José Tarciso de Souza (Tarciso), Braziliaans voetballer (overleden 2018)
- 1952 - Gerrie Kleton, Nederlands voetballer (overleden 2006)
- 1952 - Peter Römer, Nederlands acteur, regisseur en (scenario)schrijver
- 1954 - Hrant Dink, Armeens-Turks journalist en columnist (overleden in 2007)
- 1955 - Xue Hanqin, Chinees diplomaat, hoogleraar en rechter
- 1955 - Renzo Rosso, Italiaans modeontwerper
- 1956 - Juan Ramón Carrasco, Uruguayaans voetballer en voetbalcoach
- 1956 - Jaki Graham, Brits zangeres
- 1956 - Maggie Reilly, Schots zangeres
- 1956 - Engin Verel, Turks voetballer
- 1958 - Eric Schreurs, Nederlands striptekenaar (overleden 2020)
- 1958 - Kari Virtanen, Fins voetballer en voetbalcoach
- 1959 - Andreas Eschbach, Duits auteur
- 1960 - Ton Blanker, Nederlands voetballer
- 1960 - Hans Smolders, Nederlands politicus, oud-chauffeur van Pim Fortuyn en oud-ijshockeyer
- 1961 - Rick van Velthuysen, Nederlands radiomaker en dj
- 1962 - Peter Callenbach, Nederlands honkballer
- 1964 - Robert Fico, Slowaaks politicus
- 1965 - Stefan de Walle, Nederlands acteur
- 1965 - Stefan Kruger, Nederlands drummer en componist
- 1966 - Bernard Krikke, Nederlands regisseur en tv-producent
- 1966 - Michel Di Mattia, Belgisch politicus
- 1966 - Dejan Savićević, Montenegrijns voetballer
- 1967 - Wilmer Cabrera, Colombiaans voetballer
- 1967 - Marko Myyry, Fins voetballer
- 1968 - Tony Asumaa, Fins voetbalscheidsrechter
- 1968 - Juan Carlos Garay, Ecuadoraans voetballer
- 1968 - Raymond Joval, Nederlands bokser
- 1968 - Dirk Medved, Belgisch voetballer
- 1968 - Kaspars Ozers, Lets wielrenner
- 1969 - Guy Fays, Belgisch atleet
- 1969 - Dirk Heesen, Nederlands voetballer en voetbaltrainer
- 1969 - Márcio Santos (Márcio Roberto dos Santos), Braziliaans voetballer
- 1970 - Matthias Dolderer, Duits piloot
- 1970 - Pieter van Woensel, Nederlands politicus (o.a. wethouder van Den Haag)
- 1970 - Svetlana Zacharova, Russisch atlete
- 1971 - Josh Charles, Amerikaans acteur
- 1971 - Annamarie Thomas, Nederlands schaatsster
- 1972 - Jimmy Carr, Iers-Brits komiek en presentator
- 1972 - Alan Culpepper, Amerikaans atleet
- 1972 - Letizia Ortiz Rocasolano, vrouw van koning Felipe van Spanje
- 1973 - Daniel Westling, echtgenoot van kroonprinses Victoria van Zweden
- 1974 - Saskia Bosch, Nederlands trampolinespringster
- 1974 - Rogier Smit, Nederlands presentator
- 1974 - Krista van Velzen, Nederlands politica
- 1974 - Murat Yakin, Zwitsers voetballer
- 1975 - Dino Gillarduzzi, Duits schaatser
- 1975 - Xian Dongmei, Chinees judoka
- 1976 - Martijn Meerdink, Nederlands voetballer
- 1976 - Paul Thomson, Schots drummer (Franz Ferdinand)
- 1977 - Danie Bles, Nederlands modestyliste
- 1977 - Tom Hardy, Britse acteur
- 1977 - René Haselbacher, Oostenrijks wielrenner
- 1977 - Daan de Neef, Nederlands politicus
- 1977 - Jason Terry, Amerikaans basketballer
- 1978 - Eiður Guðjohnsen, IJslands voetballer
- 1978 - Willemijn Hoebert, Nederlands weervrouw
- 1978 - Kew Jaliens, Nederlands voetballer
- 1978 - Francis Kibiwott Larabal, Keniaans atleet
- 1978 - Marko Pantelić, Servisch voetballer
- 1979 - Edna Kiplagat, Keniaans atlete
- 1979 - Sebastian Lang, Duits wielrenner
- 1980 - Jolin Tsai, Taiwanees zangeres
- 1980 - Ben Woolf, Amerikaans acteur en dwerg (overleden 2015)
- 1981 - Niels van der Laan, Nederlands cabaretier en programmamaker
- 1981 - Dave Mantel, Nederlands acteur (overleden 2018)
- 1981 - Hanneke de Zoete, Nederlands kinderboekenschrijfster
- 1982 - Ray Fränkel, Nederlands-Surinaams voetballer
- 1982 - Sofia Jannok, Zweeds-Samisch joiker, zangeres
- 1982 - Shayne Reese, Australisch zwemster
- 1983 - Ashleigh McIvor, Canadees freestyleskiester
- 1983 - Mohammad Shamsuddin, Bengalees atleet
- 1984 - Prins Harry, Brits prins
- 1984 - Loek van Mil, Nederlands honkballer (overleden 2019)
- 1985 - Ian Dyk, Australisch-Nederlands autocoureur
- 1985 - Kayden Kross, Amerikaans pornoactrice
- 1986 - Aleksandr Bessmertnych, Russisch langlaufer
- 1986 - Sanja Jovanović, Kroatisch zwemster
- 1987 - Anke de Jong, Nederlands journalist
- 1987 - Clare Maguire, Brits zangeres
- 1987 - Kelly van Zon, Nederlands paralympisch sportster
- 1988 - Jukka Raitala, Fins voetballer
- 1988 - Tanja Žakelj, Sloveens mountainbikester
- 1989 - Abraham Kiptum, Keniaans atleet
- 1989 - Tomoki Nojiri, Japans autocoureur
- 1990 - Gwyneth Keyworth, Welsh actrice
- 1990 - Matt Shively, Amerikaans acteur
- 1991 - Gia Sandhu, Canadees actrice
- 1992 - Azmeraw Mengistu, Ethiopisch atleet
- 1994 - Wout van Aert, Belgisch wielrenner
- 1995 - Tsegaye Mekonnen, Ethiopische atleet
- 1998 - Charles Kagimu, Oegandees wielrenner
- 2000 - José Luis Faura, Spaans wielrenner
- 2001 - Emma Fuhrmann, Amerikaans actrice
- 2003 - John Bennett, Brits autocoureur
- 2004 - David Popovici, Roemeens zwemmer
- 2005 - Hugh Barter, Australisch-Japans autocoureur
- 2006 - Brando Badoer, Italiaans autocoureur

## Overleden

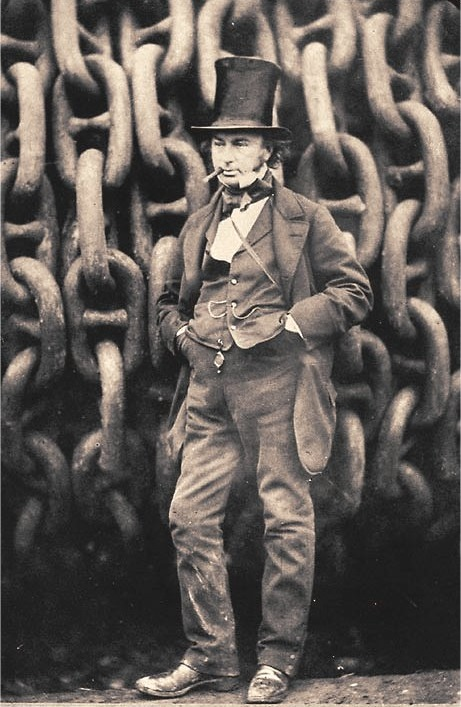
Isambard Kingdom Brunel
overleden in 1859

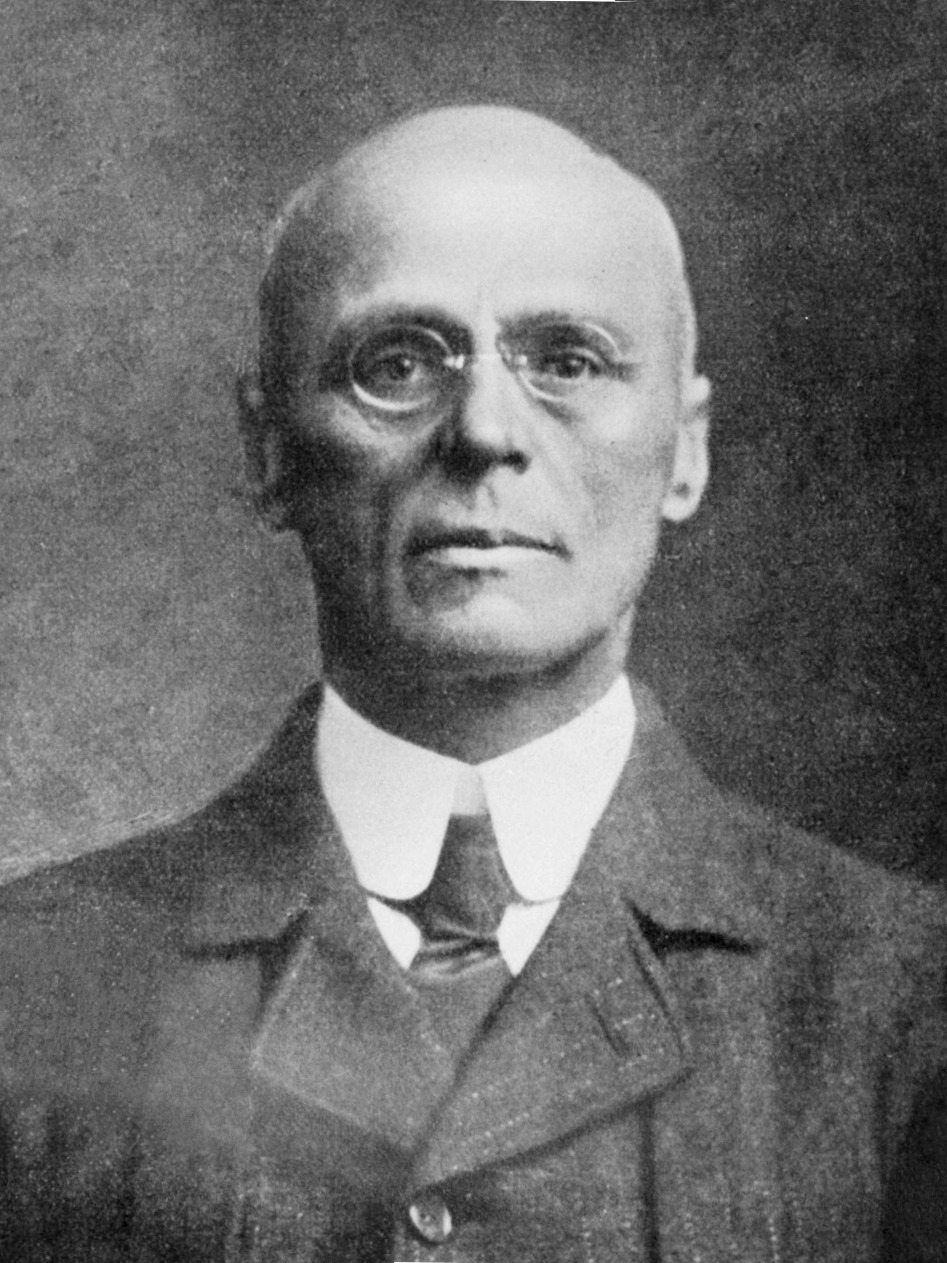
Herman Gorter
overleden in 1927

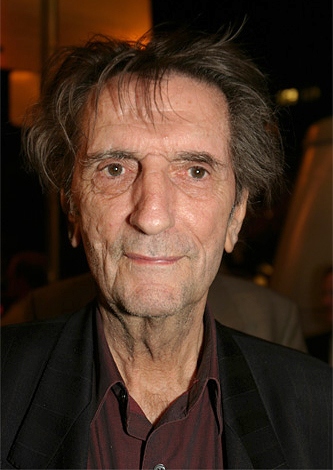
Harry Dean Stanton
overleden in 2017

- 1830 - William Huskisson (60), Brits politicus
- 1859 - Isambard Kingdom Brunel (53), Brits ingenieur
- 1864 - John Hanning Speke (37), Brits ontdekkingsreiziger en officier
- 1883 - Joseph Plateau (81), Belgisch wis- en natuurkundige
- 1885 - Juliusz Zarębski (31), Pools-Oekraïens componist en pianist
- 1891 - Karel Marinus Giltay (80), Nederlands arts
- 1913 - Wilhelm Christiaan Nieuwenhuijzen (65), Nederlands beroepsmilitair en publicist
- 1914 - Koos de la Rey (66), Zuid-Afrikaans generaal
- 1915 - Benedetto Lorenzelli (62), Italiaans nuntius in België en curiekardinaal
- 1916 - Julius Fučík (44), Tsjechisch componist en dirigent
- 1927 - Herman Gorter (62), Nederlands dichter
- 1937 - Herman Robbers (69), Nederlands schrijver
- 1940 - Dick Ket (37), Nederlands kunstschilder
- 1942 - Severino Reyes (71), Filipijns schrijver
- 1946 - Tjerk Luitjes (79), Nederlands anarchist
- 1947 - Nancy Riach (20), Schots zwemster
- 1967 - Jacoba van Tongeren, Nederlands verzetsstrijdster
- 1972 - Ásgeir Ásgeirsson (78), IJslands president
- 1973 - Koning Gustaaf VI Adolf van Zweden (90)
- 1975 - Franco Bordoni (62), Italiaans piloot en autocoureur
- 1976 - Petrus Antonius Nierman (75), Nederlands bisschop van Groningen
- 1978 - Willy Messerschmitt (80), Duits vliegtuigbouwer
- 1979 - Caro van Eyck (63), Nederlands actrice
- 1980 - Bill Evans (51), Amerikaans jazzpianist
- 1981 - Harold Bennett (81), Brits acteur
- 1982 - Karen Aabye (77), Deens schrijfster en journaliste
- 1990 - Gerard Veldkamp (69), Nederlands politicus
- 1991 - Petronella Burgerhof (82), Nederlands gymnaste
- 1995 - Dirceu José Guimarães (43), Braziliaans voetballer
- 1995 - Rien Poortvliet (64), Nederlands schilder en tekenaar
- 1998 - Fred Alderman (93), Amerikaans atleet
- 1998 - Viljo Heino (84), Fins atleet
- 2004 - Johnny Ramone (55), Amerikaans gitarist
- 2006 - Oriana Fallaci (77), Italiaans verzetsstrijdster, journaliste, publiciste en schrijfster
- 2007 - Colin McRae (39), Brits rallyrijder
- 2008 - Richard 'Rick' Wright (65), Brits toetsenist (Pink Floyd)
- 2008 - Getúlio Santos da Silva (Getúlio) (77), Braziliaans voetballer
- 2011 - Georges Fillioud (82), Frans politicus en minister
- 2012 - Pierre Mondy (87), Frans acteur
- 2013 - Arend van der Wel (80), Nederlands voetballer
- 2014 - Thomas Lenk (81), Duits beeldhouwer, graficus en tekenaar
- 2015 - Bernard Van De Kerckhove (74), Belgisch wielrenner
- 2016 - James Stacy (79), Amerikaans acteur
- 2017 - Violet Brown (117), Jamaicaans eeuwelinge en tot haar overlijden de oudste mens ter wereld
- 2017 - Frode Granhus (52), Noors auteur
- 2017 - Ata Kandó (103), Hongaars-Nederlands fotografe
- 2017 - Albert Speer jr. (83), Duits architect
- 2017 - Harry Dean Stanton (91), Amerikaans acteur
- 2018 - Clara Haesaert (94), Belgisch dichteres
- 2018 - Dudley Sutton (85), Brits acteur
- 2019 - Nel Barendregt (83), Nederlands politica
- 2019 - Heikki Häiväoja (90), Fins medailleur en beeldhouwer
- 2019 - Willem Gerrit Klooster (84), Nederlandse taalkundige, dichter en schrijver
- 2019 - Ric Ocasek (75), Amerikaans zanger
- 2019 - Hans van der Voet (89), Nederlands bestuurder
- 2020 - Caroline Kaart (88), Schots-Nederlands zangeres en presentatrice
- 2020 - Momčilo Krajišnik (75), Servisch politicus
- 2020 - Mykola Sjmatko (77), Oekraïens beeldhouwer en kunstschilder
- 2020 - Moussa Traoré (83), Malinees militair en politicus
- 2021 - Sandra van Berkum (52), Nederlands auteur, voice-over, kunsthistoricus en nieuwslezer
- 2022 - Brian Binnie (69), Amerikaans testpiloot en ruimtevaarder
- 2022 - Saul Kripke (81), Amerikaans filosoof en logicus
- 2023 - Fernando Botero (91), Colombiaans kunstenaar
- 2023 - Michel Jager (79), Nederlands politicus
- 2023 - Ady Jung (84), Luxemburgs politicus
- 2023 - Luc Vankrunkelsven (67), Belgisch Norbertijn en landbouwpublicist
- 2024 - Aleksandr Barysjnikov (75), Sovjet-Russisch atleet
- 2024 - Tito Jackson (70), Amerikaans zanger en gitarist

## Viering/herdenking
- Honduras - Onafhankelijkheidsdag
- Guatemala - Onafhankelijkheidsdag

Onze-Lieve-Vrouw van Smarten

- Costa Rica - Onafhankelijkheidsdag
- Nicaragua - Onafhankelijkheidsdag
- El Salvador - Onafhankelijkheidsdag
- Verenigd Koninkrijk - Slag om Engeland Dag
- Rooms-katholieke kalender:
  - Onze-Lieve-Vrouw van Smarten - Gedachtenis
  - Heilige Nicomedus (van Rome) († c. 71)
  - Heilige Melitina (van Marcianopolis) († c. 150)
  - Heilige Catharina van Genua († 1510)
  - Zalige Ro(e)land (de' Medici) († 1386)
  - Zalige Anton Maria Schwartz († 1929)
- World Cleanup Day

## Weerextremen

### Nederland
| | Officiële records | Officiële records | Officiële records |      | Landelijke records | Landelijke records | Landelijke records        |
| Gebeurtenis | Jaar              | Extreem           | Locatie           | Jaar | Extreem            | Locatie            |                           |
| --- | ----------------- | ----------------- | ----------------- | ---- | ------------------ | ------------------ | ------------------------- |
| Laagste etmaalgemiddelde temperatuur (°C) | 1986              | 9,3               | De Bilt           |      | 1971               | 7,4                | Twenthe                   |
| Hoogste etmaalgemiddelde temperatuur (°C) | 2016              | 22,6              | De Bilt           |      | 2020               | 25,3               | Maastricht                |
| Laagste minimumtemperatuur (°C) | 1931              | 1,5               | De Bilt           |      | 1971               | −0,1               | Deelen                    |
| Hoogste minimumtemperatuur (°C) | 2006              | 17,7              | De Bilt           |      | 2016               | 19,0               | Hoorn Terschelling        |
| Laagste maximumtemperatuur (°C) | 1986              | 12,6              | De Bilt           |      | 1986               | 11,7               | Twenthe                   |
| Hoogste maximumtemperatuur (°C) | 2020              | 31,4              | De Bilt           |      | 2020               | 35,1               | Gilze-Rijen               |
| Hoogste uurgemiddelde windsnelheid (m/s) | 1951, 1953-1954   | 11,3              | De Bilt           |      | 1914               | 21,6               | Vlissingen                |
| Hoogste windstoot (m/s) | 1954              | 20,6              | De Bilt           |      | 1998 2001          | 25,0               | IJmuiden Hoek van Holland |
| Langste zonneschijnduur (uur) | 1963              | 11,7              | De Bilt           |      | 1963 2023          | 11,7               | De Bilt Twenthe           |
| Langste neerslagduur (uur) | 1994              | 12,6              | De Bilt           |      | 1994               | 23,9               | Stavoren                  |
| Hoogste etmaalsom van de neerslag (mm) | 1966              | 26,7              | De Bilt           |      | 1994               | 54,2               | Lauwersoog                |
| Laagste etmaalgemiddelde relatieve vochtigheid (%) | 1973              | 57                | De Bilt           |      | 2020               | 48                 | Maastricht                |
| Laagste uurwaarde luchtdruk op zeeniveau (hPa) | 1994              | 990,3             | De Bilt           |      | 1994               | 983,7              | Eelde                     |
| Hoogste uurwaarde luchtdruk op zeeniveau (hPa) | 1971              | 1032,6            | De Bilt           |      | 1931               | 1033,4             | Maastricht                |
| Officiële records worden altijd gemeten op het KNMI-weerstation in De Bilt. Landelijke records kunnen worden gemeten op elk officieel KNMI-weerstation in Nederland. |                   |                   |                   |      |                    |                    |                           |

Uitzonderlijke gebeurtenissen
- 1973 - Laatste officiële zomerse dag van het jaar (maximumtemperatuur ≥ 25 °C in De Bilt)
- 2016 - Laatste officiële zomerse dag van het jaar (maximumtemperatuur ≥ 25 °C in De Bilt)
- 2020 - Landelijk maandrecord hoogste maximumtemperatuur in °C van september gemeten in Gilze-Rijen: 35,1
- 2020 - Laatste officiële tropische dag van het jaar (maximumtemperatuur ≥ 30 °C in De Bilt). Dit is de meest late datum waarop de laatste tropische dag is gemeten.

### België
Dagrecords
- 1882 - Laagste etmaalgemiddelde temperatuur 7,4 °C
- 1947 - Hoogste etmaalgemiddelde temperatuur 22,8 °C
- 1882 - Laagste minimumtemperatuur 4 °C
- 1947 - Hoogste maximumtemperatuur 30,1 °C
- 1986 - Hoogste etmaalsom van de neerslag 41,6 mm

Uitzonderlijke gebeurtenissen
- 1904 - Tornado in Wiers (Péruwelz) met schade.
- 1970 - Neerslagtotaal van 63 mm in Stabroek.
- 2000 - Tornado's in de Zwalmstreek, de streek rond Erpe-Mere en rond Antwerpen. Overstromingen rond Gent en Kortrijk.

<< · 1 · 2 · 3 · 4 · 5 · 6 · 7 · 8 · 9 · 10 · 11 · 12 · 13 · 14 · 15 · 16 · 17 · 18 · 19 · 20 · 21 · 22 · 23 · 24 · 25 · 26 · 27 · 28 · 29 · 30 · >>